# Chiesa di San Giuseppe e San Giacomo
La chiesa di San Giuseppe e San Giacomo è sita in piazza Ippolito Scalza ad Orvieto, è anche denominata chiesa degli Scalzi e chiesa dei Santi Giuseppe e Giacomo degli Scalzi. È una chiesa sussidiaria di Orvieto.

## Storia
La chiesa fu edificata tra il 1653 e il 1657 sul luogo di un fabbricato in precedenza appartenente alla Confraternita dell'Annunziata, che fu acquistato e abbattuto; la decisione di costruire un tempio dedicato a san Giuseppe fu assunta dal vescovo di Orvieto Fausto Poli, che ne affidò la progettazione al nipote Cosimo Poli. Il luogo di culto fu consacrato al termine dei lavori l'8 marzo 1657.
Inizialmente il tempio fu assegnato alle confraternite del Sacramento e degli Scalzi, che erano state unite prima dell'inizio delle opere dal cardinale Poli, ma che si divisero poco dopo la consacrazione della chiesa; la gestione dell'edificio fu da allora affidata agli Scalzi, che la mantennero per alcuni secoli grazie anche all'appoggio di varie famiglie locali e di priori, tra i quali Girolamo Saracinelli.
La chiesa subì diverse ristrutturazioni, a partire dal 1868, quando il prospetto principale fu portato a compimento.
Negli anni ottanta del XX secolo il presbiterio fu adeguato liturgicamente seguendo le indicazioni del concilio Vaticano II e la facciata fu sottoposta a interventi di restauro. Nuovi lavori, riguardanti l'intero edificio, furono eseguiti tra il 2015 e il 2017.

## Descrizione
La simmetrica facciata intonacata, suddivisa orizzontalmente in tre ordini da due cornici marcapiano, è tripartita verticalmente da quattro lesene elevate su tre livelli, in stile dorico al pianterreno, in stile ionico al primo piano e nuovamente in stile dorico al secondo. Al livello terreno è collocato nel mezzo l'ampio portale d'ingresso, inquadrato da una cornice in pietra, mentre ai lati si trovano due specchiature; al primo piano si apre al centro una grande finestra, affiancata da due nicchie; al secondo si trovano infine tre specchiature rettangolari. Superiormente si erge nel mezzo un ulteriore livello delimitato da due lesene doriche, al cui centro si staglia una raffigurazione dell'eucaristia; ai lati si allungano due volute, mentre a coronamento è posto un frontone semicircolare. Il prospetto laterale è rivestito in tufo.
Un portale ligneo immette all'interno tramite una bussola in legno in stile barocco. La navata unica, coperta da una volta a botte lunettata, è decorata con lesene a sostegno del cornicione perimetrale in sommità. Ai lati dell'aula si aprono due cappelle per lato, contenenti rispettivamente gli altari dedicati a san Carlo Borromeo e ai santi Giuseppe e Giacomo sulla destra e a santa Maria della Pallacorda e alle sacre stigmate di san Francesco sulla sinistra.
Il presbiterio, lievemente sopraelevato, è preceduto dall'arco trionfale e da una balaustra marmorea. Al centro è collocato l'altare maggiore dedicato al crocifisso, il cui paliotto presenta tre specchiature con bordi verdi, di cui le due laterali rettangolari sono ornate con motivi vegetali, mentre la centrale quadrata contiene un clipeo raffigurante l'Ultima cena, eseguito da Luigi Ferretti nel 1965 in pasta vitrea bronzata. Sul fondo si staglia un antico crocifisso ligneo, affiancato da due moderne statue rappresentanti la Madonna Addolorata e San Giuseppe.